# Vickers Medium Mark I
Vickers Medium Mark I je bil britanski tank.

## Zgodovina
Po prvi svetovni vojni je Velika Britanija prenehala vlagati denar v tanke. Ostalo je le pet tankovskih bataljonov, ki so bili opremljeni s tanki Mark V in Medium Mark C. Ostalo je še nekaj denarja za oblikovalce tankov, vendar je bil ta v celoti porabljen za razvoj neuspešnega tanka Medium Mark D, zato so leta 1923 zaprli biro za razvoj tankov (Tank Design Department). Razvoj tankov so nadaljevala zasebna podjetja. Eno iz med njih je bilo Vickers-Armstrong. Podjetje je že dve leti pred zaprtjem biroja izdelalo dva prototipa. Vickers-Armstrong je bilo podjetje, ki je bila velika konkurenca biroju. Leta 1920 je biro nameraval izdelati tank Medium Mark D, kot protiutež so pri Vickers-Armstrongu izdelali prototip tanka Vickers Light Tank (slovensko:Vickersov lahki tank). Prvi prototip je bil verzije »Female« in je bil oborožen s tremi Hotchkiss puškomitraljezi. Druga verzija je bila  »Male« in je bila oborožena s 47 mm topom. Leta 1924 so tank Vickers Light Tank Mark I preiimenovali v Vickers Medium Tank Mark I.
Ta tank je nadomestil tanke Mark V skupaj z le nekoliko boljšim naslednikom Vickers Medium Mark II.

## Verzije
- Medium Mark I:Prvi prototip.
- Medium Mark IA:Narejenih je bilo 50 tankov te verzije. Ta verzija je imela debelino oklepa zvišano na 8 mm.
- Medium Mark IA*:Prenovljena verzija z novo kupolo, ki je vsebovala Vickersove puškomitraljeze.
- Medium Mark 1 CS in Medium Mark 1A CS:Narejenih je bilo 12. Namenjeni so bili podpori drugim tankom za bližnje boje.
- Experimental Wheel in Track Medium Mark I:Verzija narejena leta 1926.